# Julius Geppert

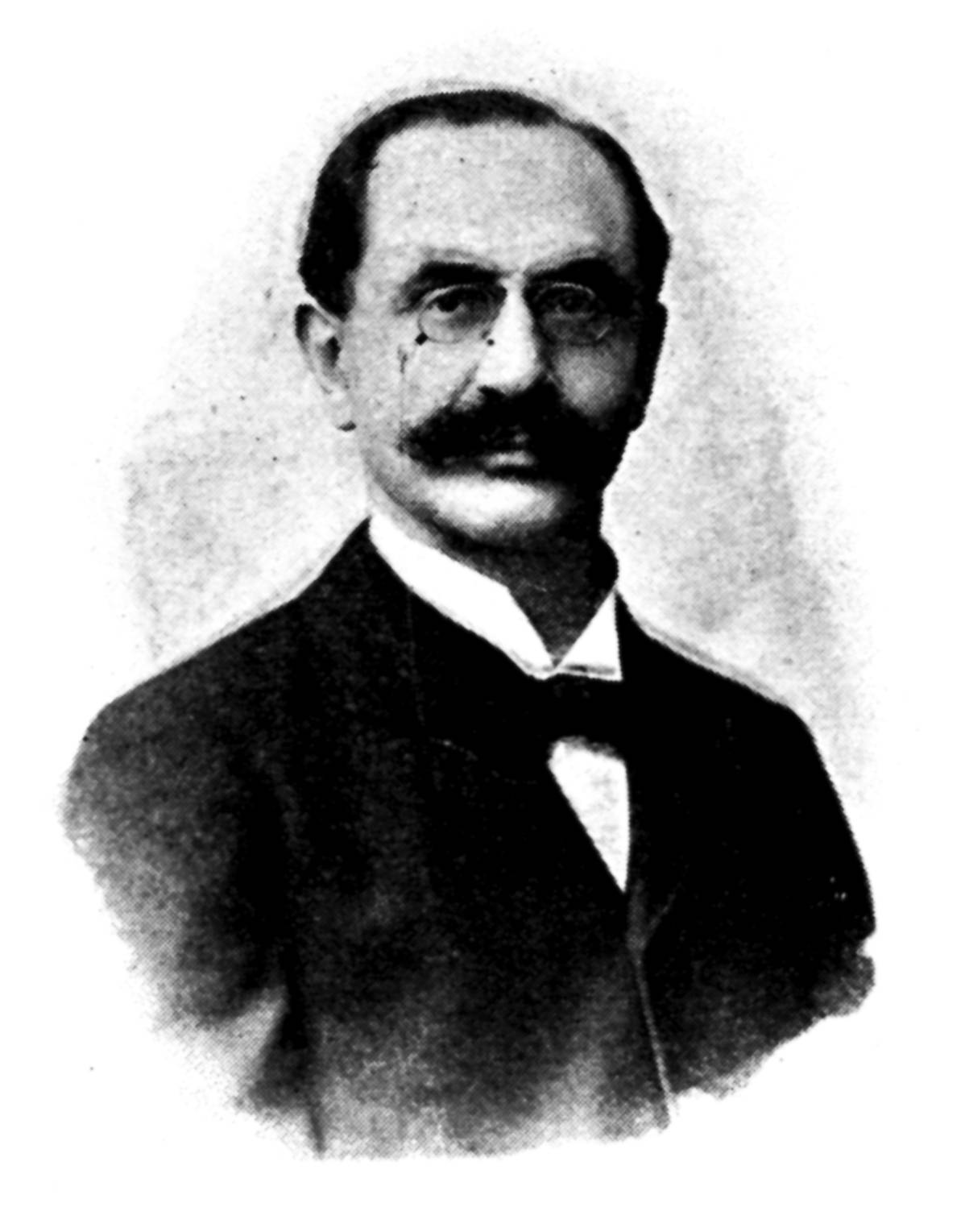
Julius Geppert

August Julius Geppert (* 7. November 1856 in Berlin; † 12. März 1937 in Gießen) war ein deutscher Pharmakologe und Mediziner.

## Leben
Geppert begann 1875 ein Studium der Medizin in Heidelberg, das er von 1877 bis 1879 in Berlin fortsetzte. Am 13. Oktober 1880 promovierte er dort mit der Dissertationsschrift Die Gase des arteriellen Blutes im Fieber. Ab 1880 war er Assistent an der 2. Medizinischen Klinik in Berlin. 1886 wechselte er an das Pharmakologische Institut der Universität Bonn, wo er im gleichen Jahr habilitierte. Am 16. März 1893 wurde Geppert zum außerordentlichen Professor berufen. 1899 folgte er einem Ruf auf den Lehrstuhl für Pharmakologie an der Universität Gießen, den er bis 1928 innehatte. 1933 wurde ihm als sogenanntem „Halbjuden“ die Lehrbefugnis entzogen.
Julius Geppert war verheiratet mit Marianne geb. Abel.

## Werk
Geppert beschäftigte sich ausgiebig mit der Physiologie der Atmung und der Pharmakologie der Dämpfe und Gase, insbesondere im Zusammenhang mit der Anästhesie. In Berlin arbeitete er eng mit dem Physiologen Nathan Zuntz zusammen und konstruierte den Zuntz-Geppertschen Respirationsapparat. Auch ein Narkoseapparat, der die Messung der Blutgase und die Dosierung von Chloroform ermöglichte, geht auf ihn zurück.

## Ehrungen
Geppert wurde am 25. November 1909 das Ritterkreuz I. Klasse des Verdienstordens Philipps des Großmütigen verliehen. Am 25. November 1913 wurde er zum Geheimen Medizinalrat ernannt.

## Schriften (Auswahl)
- A. Fraenkel und J. Geppert: Ueber die Wirkungen der verduennten Luft auf den Organismus. Berlin 1883
- N. Zuntz und J. Geppert: Ueber die Natur der normalen Athemreize und den Ort ihrer Wirkung. In: Pflügers Arch. 38, 1886, S. 337ff
- J. Geppert und N. Zuntz: Ueber die Regulation der Athmung. In: Pfluegers Arch. 42, 1888, S. 189–245
- J. Geppert: Eine neue Narkosemethode, Thieme, Leipzig 1899